# Megatoma undata
Megatoma undata is een keversoort uit de familie spektorren (Dermestidae). De wetenschappelijke naam van de soort werd in 1758 gepubliceerd door Carl Linnaeus. De soortnaam undata verwijst naar de twee golvende banden van witte haren op de fijn zwartbehaarde dekschilden. Ook de hoeken en een kleine vlek in het midden van de achterzijde van het halsschild zijn wit behaard.
De soort komt voor in Europa, ook in Nederland. Ze wordt aangetroffen op vermolmd hout van berken en wilgen; soms ook aan oud houtwerk in huizen.

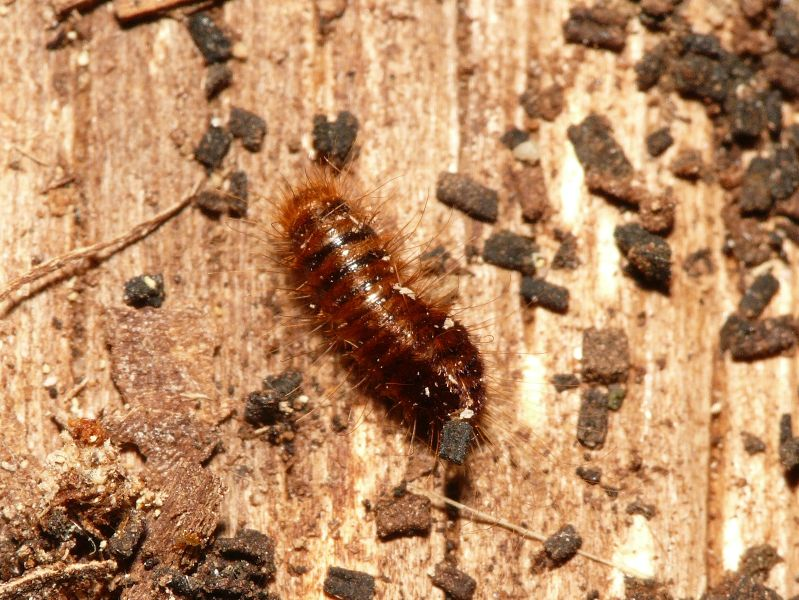
Larve
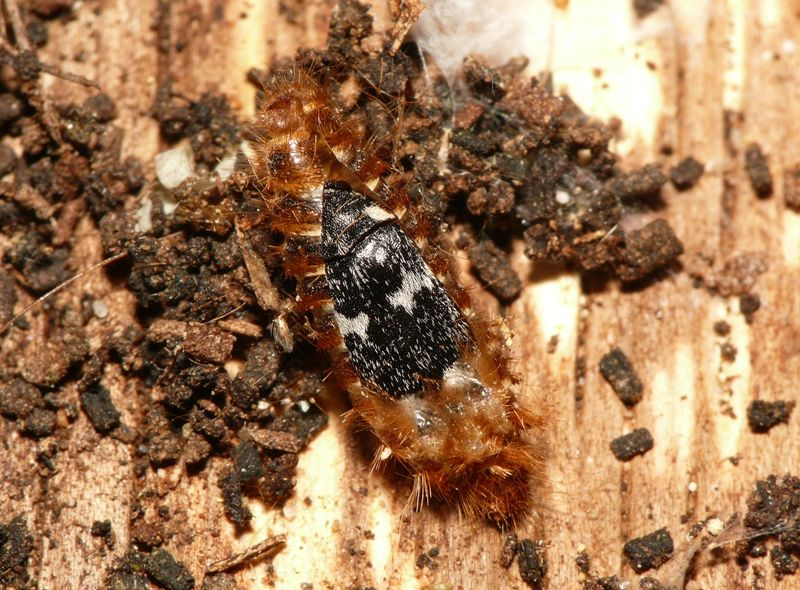
Volwassen kever wordt "geboren" uit de larve